# Pryz

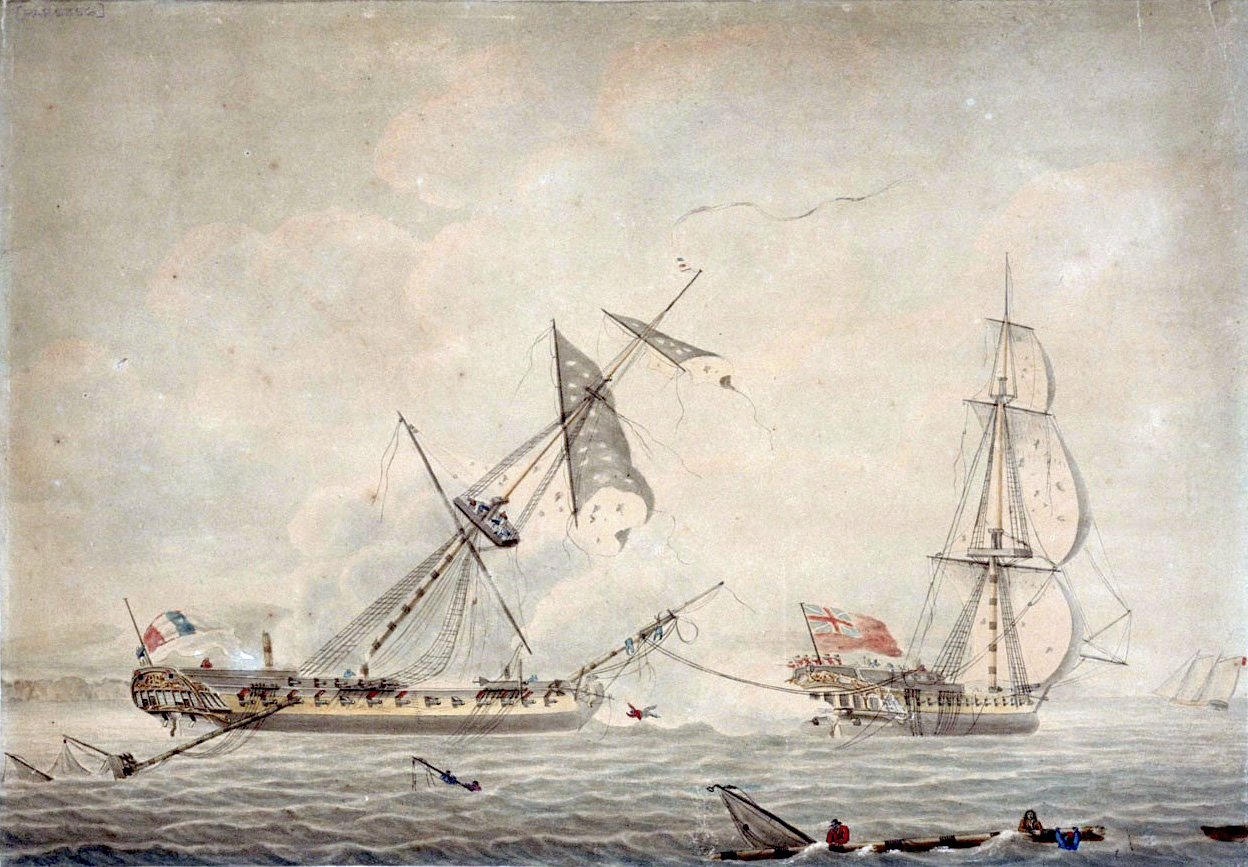
HMS Blanche holujący zdobyty Fleur-de-Lys jako pryz

Pryz (fr. prise 'zdobycie' z łac. prendere 'chwytać') – w prawie morza: zdobycz wojenna w postaci skonfiskowanej cywilnej jednostki, pływającej pod banderą państwa nieprzyjacielskiego, lub jednostki państwa neutralnego wiozącej niedozwolony ładunek (przemyt) do państwa, będącego drugą stroną w konflikcie zbrojnym. Łupem jest również ładunek jednostki. W przypadku, gdy mienie (statek lub ładunek) nie jest własnością państwa, lecz prywatną, po wojnie łup należy zwrócić właścicielowi lub zrównoważyć odszkodowaniem. W przypadku przemytu właściciel najczęściej traci nie tylko ładunek, ale i statek. O dopuszczalności przepadku orzeka sąd kaperski.
Zgodnie z XI konwencją haską z 1907 o ograniczeniach w wykonaniu prawa zdobyczy podczas wojny morskiej zabronione jest traktowanie jako pryzu jednostek o znaczeniu specjalnym, jak statki wiozące pocztę, naukowe, organizacji charytatywnych, ratownicze itp. oraz przybrzeżne statki rybackie. Zabronione jest także wykorzystywanie ich do celów militarnych. 
X konwencja haska zakazuje zaboru statków szpitalnych, również zakazane jest wykorzystywanie ich do jakichkolwiek celów wojskowych.
VI konwencja haska o traktowaniu statków handlowych należących do nieprzyjaciela wprowadza ograniczenia zaboru tych jednostek. Gdy statek taki znajduje się na początku działań wojennych w porcie nieprzyjacielskim, pożądane jest, ażeby zezwolone mu było wyjść swobodnie natychmiast lub we właściwie określonym terminie i udać się bezpośrednio, po otrzymaniu przepustki, do swego portu przeznaczenia lub do innego portu, który zostanie mu wyznaczony. To samo dotyczy statku, który opuściwszy ostatni swój port odjazdu przed rozpoczęciem wojny, zawinął do portu nieprzyjacielskiego, nie wiedząc o działaniach wojennych. Statek, który na skutek okoliczności siły wyższej, nie może opuścić portu nieprzyjacielskiego w terminie przewidzianym, lub który nie uzyska zezwolenia na wyjście, może być zajęty ze zobowiązaniem zwrotu po wojnie bez odszkodowania lub zarekwirowany ze zobowiązaniem do odszkodowania. Tak samo traktować należy statki spotkane na morzu w nieświadomości działań wojennych, choć mogą być nawet zniszczone pod warunkiem zapłaty odszkodowania i zabezpieczenia osób oraz zachowania papierów okrętowych. Towary nieprzyjaciela znajdujące się na pokładzie statków mogą również być zajęte i zwrócone po wojnie bez odszkodowania, lub też być zarekwirowane pod warunkiem odszkodowania. Po dotarciu do portu swego kraju lub do portu neutralnego statki te podlegają prawom i zwyczajom wojny morskiej.
Ograniczenie to nie dotyczy statków przerobionych na okręty wojenne. Ich status normuje VII konwencja haska.